# El retrato (cuento)
El retrato (en ruso, Портрет, transliterado como Portret) es una novela corta (póvest) escrita por Nikolai Gógol. Escribió una primera versión en 1835 y una segunda versión en 1842. Las novelas cortas La avenida Nevski, El retrato y Diario de un loco son partes de la colección Los arabescos, más tarde el autor añadió dos novelas La nariz y El capote y publicó el ciclo Narraciones de San Petersburgo. Esas novelas cortas enseñan funcionarios, oficiales y artesanos en gran la ciudad, donde los vicios y la codicia reinan y donde la cotidianidad se puede transformar en cualquier momento en algo demoníaco. El retrato, que tiene dos partes diferentes, trata de un retrato que surte efecto a los dueños. Cronológicamente los acontecimientos de la segunda parte preceden a la primera. El retrato tiene un desarrollo fatal en la primera parte y el autor describió en la segunda parte de la novela el principio de la creación del retrato.

## Trama (de la versión final 1842)

### Primera parte
El protagonista, Andréi Petróvich Chartkov, es un pintor de 22 años que es descrito como un artista modesto y concentrado en su trabajo, pero pobre, que vive en un modesto cuarto alquilado en la isla Vasílievski ubicada en San Petersburgo, Rusia.
En el inicio de la novela Chartkov está en una pequeña tienda de cuadros y compra un retrato olvidado por un precio económico de 20 kopeks. En ese retrato había pintado un anciano en una túnica amplia que recuerda a un hombre asiático, cuyos ojos parecen tener vida porque fueron pintados terriblemente realistas e intimidan a todos los observadores. Esa noche es de terror para el pintor, pues ve que el anciano lo acosa con una mirada penetrante y se sale del cuadro, lo aterroriza dando vueltas por la habitación y cuenta sus chervonets.
Después de esa noche llena de horror, causada por los ojos de mirada terriblemente realista del motivo representado en el retrato, caen fuera del marco 1000 chervonets envueltos en papel azul. Chartkov lo recoge y decide convertirse en un artista famoso y serio porque tiene dinero para los próximos tres años, para la comida y para los colores, con lo cual los chervonets lo llevan a una vida de lujo. Distraen a Chartkov de su tarea que se ha autoimpuesto, es decir, del arte. Se entrega a la codicia y se compra un piso lujoso en la avenida Nevski, nueva ropa y otras cosas innecesarias como los impertinentes. Paga a un periodista para que escriba un artículo sobre su talento.
El protagonista se hace un retratista, desperdicia su talento y se adapta a otros pintores de moda. A Chartkov como miembro de la Academia de Artes se le pide juzgar un trabajo de su excompañero, que se había formado en Italia. Su obra es impecable, agradable, divina y refleja el alma pura del autor. Cuando Chartkov ve esa pintura, intenta crear también una obra maestra, pero en balde. Guiado por la envidia enloquece, empieza a comprar las obras más estupendas de sus colegas talentosos y gasta todo su dinero en ellas para poder romperlas acompañado de risotadas. Al final murió dolorosamente de fiebre, tuberculosis y sufriendo de ataques de locura y alucinaciones, rodeado de infinitos rostros del anciano del retrato clavándole la mirada con sus ojos terribles.
La primera parte de la novela tematiza la seducción por el diablo. El motivo del retrato personifica el diablo en esa novela. Entra a través de un retrato en el mundo y pervierte con sus chervonets a Chartkov. Los nombres en las obras de Gógol nunca son elegidos por causalidad sino conscientemente. El nombre “Chartkov” ha sido diseñado de la misma manera. Recuerda чёрт transliterado chort que significa diablo o recuerda a los lexemas чарки y чары transliterado como charki y chary que significa magia u obcecación. Tampoco es causalidad que los chervonets están envueltos en papel azul porque el color juega un papel muy importante. El color azul se refiere, según la iglesia, al mal y al diablo, al elemento de aire, que pertenece en la zona de oscuridad y del mal. La obra parece como un pacto con el diablo. Chartkov ofrece su alma a cambio de dinero.

### Segunda parte
La segunda parte de la historia explica los antecedentes del misterioso retrato. El pintor B..., hijo del artista que pintó el retrato, contó la historia durante una subasta de arte.
En Kolomna, un barrio pobre de Petersburgo, vive un demoníaco usurero. Todos los que le piden dinero a préstamo enloquecen y mueren de la manera más terrible, como le ocurriría a Chartkov posteriormente, historia relatada en la primera parte de la novela.
El usurero pide al padre del pintor B... que le haga su retrato antes de su muerte. En su opinión, no moriría totalmente y podría vivir en el retrato. Debido a la mala influencia del usurero, el pintor desiste de concluir la obra, el usurero fallece y el carácter del pintor cambia. El pintor, un hombre honrado y justo, cayó en una previamente desconocida envidia contra sus colegas. Fallece su esposa y dos de sus hijos, y cree que es un castigo de Dios. Se retira y entra en un monasterio. Después de largos años de una voluntaria vida abnegada y de penitencia allí, pudo superar su envidia y hacerse un pintor respetado de la Iglesia. Se reencuentra con su hijo y le pide que destruya el retrato del usurero de los ojos terribles para que no causara más estragos.
Cuando el pintor B... termina con estas palabras su narración todos se dan la vuelta y dirigen su mirada hacia el lugar ocupado por el retrato, pero con gran sorpresa se percatan de que ha desaparecido.
Según Koshmal, la hagiografía del pintor de iconos Santo Alpius de las Cuevas ha servido a Gógol como modelo para su novela. El retrato es lo opuesto del icono. El usurero representa el diablo porque su presencia, incluso si existe solo por el retrato, tiene consecuencias: el diablo está presente por el retrato así como los Santos están presentes a través de los iconos.

## Gógol y el diablo
"¿Cómo presento el diablo como un bobo?" fue la idea principal en la vida de Gógol y de sus obras. Creía que el diablo era un ser místico y real. También creía en Dios que representa el infinito, el principio y el final. Consideraba que el diablo constituye al mismo tiempo, la negación de Dios y del infinito, la negación del principio y del fin. El diablo es la manifestación de la maldad absoluta, eterna y en todo el mundo. Cada uno de nosotros es capaz de ver la maldad en el crimen, delincuencia, en tragedias o grandes cosas. Gógol, sin embargo, tenía la capacidad de ver la maldad en la vida cotidiana, para descubrirla en las cosas más pequeñas. Gógol solo entiende que el diablo es lo más pequeño que existe. Solo parece grande, porque somos pequeños. También es lo más débil que existe. Solo parece fuerte porque el hombre es débil. La fuerza mayor que el diablo tiene, es que se transforma en algo que no es.